# Murcia Cobras 2022
Questa voce raccoglie le informazioni riguardanti i Murcia Cobras nelle competizioni ufficiali della stagione 2022.

## LNFA Serie A 2022

### Stagione regolare
| Las Rozas de Madrid 15 gennaio 2022, ore 17:00 1ª giornata | Las Rozas Black Demons | 13 – 17 referto | Murcia Cobras | Campo de Rugby El Cantizal |

| Murcia 22 gennaio 2022, ore 17:00 2ª giornata | Murcia Cobras | 47 – 14 referto | Fuengirola Potros | Estadio José Barnés |

| Rivas-Vaciamadrid 12 febbraio 2022, ore 15:00 4ª giornata | Osos de Rivas | 35 – 0 referto | Murcia Cobras | Polideportivo Cerro del Telégrafo |

| Murcia 26 febbraio 2022, ore 17:00 5ª giornata | Murcia Cobras | 16 – 19 referto | Gijón Mariners | Estadio José Barnés |

| Murcia 5 marzo 2022, ore 17:00 6ª giornata | Murcia Cobras | 22 – 30 referto | Las Rozas Black Demons | Estadio José Barnés |

| Fuengirola 20 marzo 2022, ore 12:00 7ª giornata | Fuengirola Potros | 18 – 14 referto | Murcia Cobras | Polideportivo Elola |

| Murcia 9 aprile 2022, ore 17:00 9ª giornata | Murcia Cobras | 25 – 30 referto | Osos de Rivas | Estadio José Barnés |

| Gijón 24 aprile 2022, ore 12:00 10ª giornata | Gijón Mariners | 1 – 0 (a tavolino) referto | Murcia Cobras | Complejo Deportivo Las Mestas |

## Statistiche di squadra
| Competizione           | %Vittorie | In casa | In casa | In casa | In casa | In casa | In casa | In trasferta | In trasferta | In trasferta | In trasferta | In trasferta | In trasferta | Totale | Totale | Totale | Totale | Totale | Totale |
| Competizione           | %Vittorie | G       | V       | N       | P       | Pf      | Ps      | G            | V            | N            | P            | Pf           | Ps           | G      | V      | N      | P      | Pf     | Ps     |
| ---------------------- | --------- | ------- | ------- | ------- | ------- | ------- | ------- | ------------ | ------------ | ------------ | ------------ | ------------ | ------------ | ------ | ------ | ------ | ------ | ------ | ------ |
| LNFA Stagione regolare | .250      | 4       | 1       | 0       | 3       | 110     | 93      | 4            | 1            | 0            | 3            | 31           | 67           | 8      | 2      | 0      | 6      | 141    | 160    |
| Totale                 | .250      | 4       | 1       | 0       | 3       | 110     | 93      | 4            | 1            | 0            | 3            | 31           | 67           | 8      | 2      | 0      | 6      | 141    | 160    |